# Ram Nath Chopra

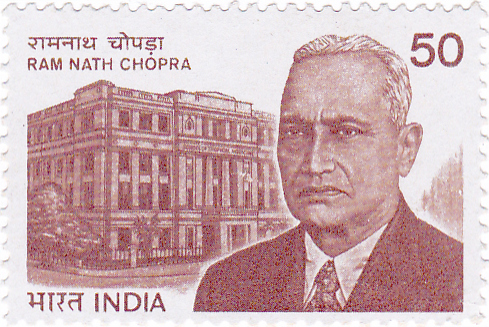
Ram Nath Chopra (India Post, 1983)

Ram Nath Chopra (Hindi राम नाथ चोपड़ा Rām Nāth Copṛā; * 17. August 1882 in Gujranwala; † 13. Juni 1973 in Srinagar) war ein indischer Pharmakologe.

## Leben
R. N. Chopra schloss 1902 ein Studium an der University of the Punjab ab. Zum Wintersemester 1902 ließ er sich am Downing College in Cambridge einschreiben, wo er 1905 seine Science Tripos erwarb.
Er verfasste eine Arbeit zum Action of drugs on ciliary movement in the respiratory tract. (Wirkung von Medikamenten auf die Bewegung der Flimmerhärchen der Atemwege). Ab 1921 hatte er eine Pharmakologie Professur an der School of Tropical Medicine in Kalkutta. Von 1934 bis 1941 war er Direktor der School of Tropical Medicine in Kalkutta.